# Tamsui (fiume)
Il Tamsui, o Danshui (cinese tradizionale: 淡水河; pinyin: Dànshǔi Hé; Wade-Giles: Tàn-shǔi Hé; POJ: Tām-súi Hô), è un fiume che scorre nell'area settentrionale dell'isola di Taiwan. La sua sorgente si trova sul monte Pintien, nella Contea di Hsinchu, ed il fiume scorre nelle contee di Taipei, Taoyuan e Hsinchu per una lunghezza di 159km. Sfocia nello Stretto di Taiwan.